# Лысенко, Андрей Гаврилович
Лысенко Андрей Гаврилович (1916—2000) — лауреат Сталинской премии, заслуженный художник РСФСР, мастер исторической картины, пейзажной и портретной живописи.
Один из выдающихся представителей социалистического реализма, его работы печатались на открытках, почтовых марках, в журналах «Огонек», «Правда», «Советская культура», «Московский художник», «Москва» и многих других. Обладатель сталинской премии за дипломную работу «Клятва».

## Биография
Лысенко Андрей Гаврилович родился 16 июля 1916 года в селе Сандата Медвеженского уезда Ставропольской губернии. Отец будущего художника — Гаврила Лысенко — был кузнецом. 
Андрей с детства полюбил бескрайние Сальские степи, а сельская жизнь навсегда привила ему любовь к природе. Уже в раннем возрасте Андрей рисовал угольком на белых стенах многочисленные фигурки людей и животных. Он сначала старательно копировал рисунки из букваря старшей сестры, а затем стал зарисовывать окружающий его вокруг мир. Уже в первом классе учительница заметила любовь мальчика к рисованию и помогла развить его талант. С 1928 года юный художник учился с городе Сальске, окружном центре Северо-Кавказского края. Твердое желание стать художником появилось в момент, когда его товарищу подарили масляные краски, и друзья начали пробовать ими рисовать. В дальнейшем, что бы Андрей не делал: работал молотобойцем в совхозе, учился в Краснодарском художественно-педагогическом техникуме, работал художником-оформителем в гарнизонном клубе РККА города Армавира — стремление сделать карьеру в художественном мире и стать великим художником не оставляло его.
В 1938 году молодой Андрей переехал в Москву и в ожидании вступительных экзаменов устроился работать в МГУ маляром. Поступив на художественный факультет Всесоюзного Института Кинематографии, Андрей вскоре понял, что это не для него — его интересовала исключительно живопись, а не кино. Тогда он отправляется прямиком к директору Художественного института им. Сурикова Игорю Эммануиловичу Грабарю с просьбой принять его в институт. Грабарь, просмотрев работы художника, принимает его сразу на второй курс. В институте студент Лысенко учился у таких выдающихся мастеров, как И. Грабарь, А. Лентулов, Б.Йогансон, С. Герасимов. 
В военное время под руководством Д. Моора Андрей Гаврилович пишет эскизы для агитационно-массовых плакатов. Андрей Лысенко мечтал пойти на фронт, но в военкомате ему отказали — вся студенческая молодежь обязана была эвакуироваться. В 1944 году Андрей Лысенко одним из первых получает премию И. Е. Репина. А в 1948 за дипломную работу «Клятва» его удостаивают Сталинской премией. В этом же году, получив диплом с отличием, Андрей Лысенко вступает в Союз Художников России и начинает усиленно работать, писать, участвовать в различных всесоюзных, республиканских и московских выставках. Полностью включившийся в работу, он не сразу устраивает свою личную жизнь. Но, вскоре встречает свою спутницу и музу — Маргариту. Её он часто пишет в своих работах. Андрей Лысенко говорил: «Если я не напишу в день хотя бы два этюда, я не художник…». 
Помимо творческой деятельности, художник вел активную общественную работу. В 1965 году его выбирают председателем живописной секции Московской Организации Союза Художников, а в 1971 за творческие заслуги его удостаивают звания «Заслуженный художник РСФСР». В 1974 году он с группой художников посещает Италию, в 1976 — Францию. За границей художник пишет много работ. В конце 1970-х многие его работы выбирают для выставки в Японии в галерее Ека Накамура. 
С 1989 года работы художника активно ежегодно экспонируются на Парижских выставках, в также на торгах аукционного дома Druot. Всю свою жизнь Андрей Гаврилович прожил в знаменитом доме художников на Масловке, а конец жизни провел в поселке художников Абрамцево. 

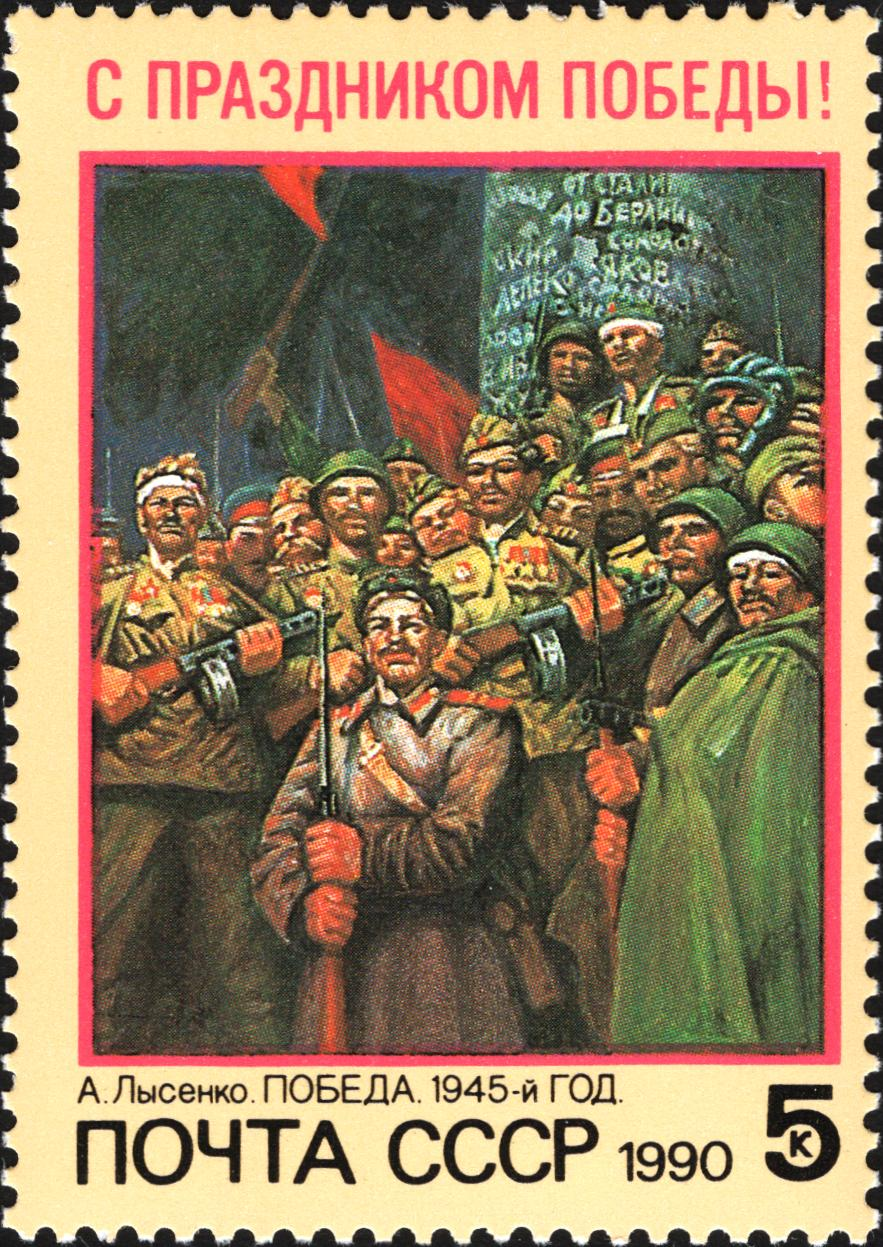
Победа. 1945-й год

В 1990 году к 45-летию Великой Победы была выпущена почтовая марка ПОЧТА СССР с изображением известной картины А. Лысенко «Победа. 1945-й год». 
В 2000 году Андрей Лысенко ушел из жизни, оставив после себя огромное наследие для российской и мировой живописи. Его работы находятся в крупнейших музеях России — Государственной Третьяковской галерее, Историческом музее, музее Вооруженных Сил, музее Революции, музее ПВО, в музее-усадьбе Абрамцево; мира — в Миланском художественном музее «San Carlo Borromeo», Туринском художественном музее «Торе Кановезе» в Италии; в Музее современного искусства Америки; а также в галереях и частных собраниях России и стран Европы, Австралии, Америки, Японии, Китая.

## Семья
В 1950 году Лысенко встречает зеленоглазую красавицу Маргариту, которая разделила с художником его тревоги и радости на всю жизнь. 
Он воспитал и взрастил ярких и самобытных художников дочь — Лысенко, Любовь Андреевна (род. 1951) и
внук — Лысенко, Андрей Станиславович (урождённый Мармидко), которые следуя заветам и урокам А. Г. Лысенко продолжают развивать традицию Российской живописной школы и вносить вклад в развитие культуры Отечества.
Старшая дочь художника  — Галина Андреевна Орловская-Лысенко (18.04.1937-22.07.2021) (от брака Лысенко с Ольгой Григорьевной Даниловой). 
(сын Максим Орловский)

## Звания и награды
- Сталинская премия (1948).
- Заслуженный художник РСФСР (1971).